# Kino (software)
Kino is een niet-lineair videobewerkingsprogramma voor Linux en andere Unix-achtige besturingssystemen, waaronder BSD. Het programma is gebaseerd op GTK+. Kino wordt meegeleverd met enkele Linuxdistributies, waaronder Debian en Ubuntu.

## Functies
- DV-AVI- en DV-bestanden importeren.
- Beelden vastleggen van digitale camcorders (gebruikmakend van de bibliotheken raw1394 en dv1394)
- JPEG-, PNG-, TIFF- en PPM-bestanden importeren en exporteren
- Opgenomen beelden van camcorders exporteren via de ieee1394 of de video1394 bibliotheken.
- Audio exporteren als WAV, Ogg Vorbis, MP3 (gebruikmakend van LAME) en MP2
- Audio of video exporteren als MPEG-1, MPEG-2, en MPEG-4 gebruikmakend van FFmpeg